# Hymenocephalus lethonemus
Hymenocephalus lethonemus är en fiskart som beskrevs av Jordan och Gilbert, 1904. Hymenocephalus lethonemus ingår i släktet Hymenocephalus och familjen skolästfiskar. Inga underarter finns listade i Catalogue of Life.